# Motu proprio

Papežský znak

Motu proprio (latinsky z vlastní iniciativy) je zvláštním druhem papežského dokumentu, jenž byl komponován či iniciován osobním papežovým rozhodnutím, a nikoli některým z kardinálů či dalších papežových spolupracovníků. Motu proprio není reskript, neboť reskript je odpověď správního orgánu na podanou žádost.

## Charakteristika
Obvykle má podobu dekretu, který není ovšem opatřen pečetí a není kontrasignován nikým jiným než papežem. První motu proprio vydal papež Inocenc VIII. roku 1484. Až do současnosti se motu proprio užívá zvláště při zřizování institucí, malých změnách práva či právních procedur a udílení privilegií institucím i jednotlivcům.
Motu proprio nejprve obsahuje účel vlastního vydání a dále popisuje zákon, směrnici či privilegium, jichž se dokument týká. Pomocí Motu proprio byl novelizován aktuální Kodex kanonického práva a vydány některé trestní zákony, např. o sexuálním zneužívání, či třeba umožnění vysluhování tradiční mše svaté v roce 2007 (Summorum pontificum) a následné omezení v roce 2021 (Traditionis custodes).